# 8-я стрелковая дивизия (1-го формирования)
8-я стрелковая Минская дважды Краснознамённая дивизия имени Ф. Э. Дзержинского — именное воинское соединение РККА ВС СССР, до и во время Великой Отечественной войне.

## История
Дивизия сформирована 24 сентября 1918 года приказом Московского окружного военного комиссара как 8-я пехотная дивизия на базе 5-й Московской пехотной дивизии, 1-й Тульской пехотной дивизии, 2-й Тамбовской пехотной дивизии и Калужской пехотной дивизии. 11 октября 1918 года в соответствии с военным строительством Вооружённых Сил Советской России переименована в 8-ю стрелковую дивизию.
8-я дивизия стрелков принимала участие в Польской кампании и Зимней войне.
Во время Великой Отечественной войны в действующей армии с 22 июня по 4 июля 1941 года.
Дислоцировалась в Ломже и близ неё. В соответствии с планом прикрытия ЗОВО, дивизия по тревоге должна была занять Осовецкий укрепрайон и позиции полевого доусиления по государственной границе на фронте Щучин, Бжозово, Птаки, Серватки. В первый же день войны штаб дивизии попал под авиационную бомбардировку, однако не утратил управления частями. Левофланговый 310-й стрелковый полк в первый день войны провёл десятичасовой бой за город Кольно, который неоднократно переходил из рук в руки. В полосе 151-го стрелкового полка противник проводил ограниченными силами отвлекающий удар, который легко был отбит. В полосе правофлангового 229-го стрелкового полка, несмотря на большие потери от артиллерии противника, противник также не продвинулся.
На 23 июня 1941 года дивизия продолжала удерживать фронт, но была отведена для отдыха и восстановления в район Тыкоцин — Кнышин. С 26 июня 1941 года начался отход дивизии из полуокружения, в которое она попала близ Осовца; с 27 июня 1941 года в штабе фронта не было сведений не только о дивизии, но и о 10-й армии, в состав которой входила 8-я стрелковая дивизия.
В начале июля формирование погибло в Белостокском котле, отдельные группы продолжали неорганизованное сопротивление до конца июля.
Официально стрелковая дивизия расформирована 19 сентября 1941 года.

## В составе
| Дата                | Фронт (округ)            | Армия      | Корпус (группа)        | Примечания                 |
| ------------------- | ------------------------ | ---------- | ---------------------- | -------------------------- |
| 1919 год            | Московский военный округ |            |                        |                            |
| 1922 год            | Украинский военный округ |            | 8-й стрелковый корпус  |                            |
| сентябрь 1939 года  | Белорусский фронт        | 11-я армия | 16-й стрелковый корпус | Во время Польской Кампании |
| 22 января 1940 года | Северо-Западный фронт    |            | 13-й стрелковый корпус | Во время Зимней войны      |
| 31 января 1940 года | Северо-Западный фронт    |            | 23-й стрелковый корпус | Во время Зимней войны      |
| 8 марта 1940 года   | Северо-Западный фронт    |            | 15-й стрелковый корпус | Во время Зимней войны      |
| 22 июня 1941 года   | Западный фронт           | 10-я армия | 1-й стрелковый корпус  |                            |
| 1 июля 1941 года    | Западный фронт           |            | 1-й стрелковый корпус  |                            |

## Состав

### На 1931 год
- Управление дивизии в г. Воронеж.[1]
- 55-й стрелковый полк в г. Воронеж.
- 56-й стрелковый полк в г. Бобров.
- 57-й стрелковый полк в г. Острогожск.
- 19-й артиллерийский полк в г. Воронеж.

### На 1941 год
- Управление
- 151-й стрелковый полк
- 229-й стрелковый полк
- 310-й стрелковый полк
- 62-й лёгкий артиллерийский полк
- 117-й гаубичный артиллерийский полк
- 162-й отдельный зенитный дивизион
- 154-й миномётный дивизион
- 108-й отдельный истребительно-противотанковый дивизион
- 2-я разведывательная рота
- 21-й сапёрный батальон
- 61-й отдельный батальон связи
- 77-й медико-санитарный батальон
- 41-я отдельная рота химический защиты
- 24-й автотранспортный батальон
- 22-я полевая хлебопекарня
- 76-я дивизионная авторемонтная мастерская
- 148-я полевая почтовая станция
- 409-я полевая касса Госбанка

## Командиры
- с 24 сентября 1918 года — краском Евдокимов, Емельян Никифорович
- с 6 сентября 1919 года — краском Солодухин, Александр Васильевич
- с 1 октября 1919 года — краском Смирнов, Владимир Михайлович
- с 7 февраля 1920 года — краском Шебалин
- с 2 мая 1920 года — врид полковник Рябинин, Андрей Михайлович (погиб в бою)
- с 27 августа 1920 года — врид краском Грибов, Сергей Ефимович
- с 3 сентября 1920 по 10 февраля 1922 года — краском Мордвинов, Василий Константинович
- с марта 1923 по декабрь 1924 год — краском Штейгер, Пётр Карлович
- с 1931 по 1933 год — краском Супрун, Кузьма Харитонович
- с марта 1933 по август 1936 год — комбриг Колпакчи, Владимир Яковлевич
- с августа 1936 по октябрь 1938 года — комбриг Косякин, Виктор Васильевич
- с октября 1938 по 28 января 1940 года — комбриг Фурсин, Иван Яковлевич
- с 5 февраля 1940 по 27 апреля 1940 года — комбриг Рубцов, Фёдор Дмитриевич
- с 27 апреля 1940 по сентябрь 1941 года — полковник Фомин, Николай Иосифович (пропал без вести)

## Награды
- 8 декабря 1921 года — присвоено наименование «Минская»
- 29 февраля 1928 года — Почётное Революционное Красное Знамя — награждена постановлением Президиума Центрального Исполнительного Комитета СССР — в ознаменование десятилетия РККА и отмечая боевые заслуги на различных фронтах гражданской войны, начиная с 1918—1919 года.[2]
- 26 июля 1926 года — присвоено имя «т. Ф. Э. Дзержинского»
- ноябрь 1932 года — награждена Орденом Трудового Красного Знамени БССР

## Отличившиеся воины
Звания Героя Советского Союза присвоены Указом Президиума Верховного Совета СССР от 7 апреля 1940 года за образцовое выполнение боевых заданий командования на фронте борьбы с финской белогвардейщиной и проявленные при этом доблесть и мужество.
- Кучерявый, Виктор Дмитриевич, старший политрук, инструктор политического отдела дивизии. Звание присвоено посмертно.
- Лёвочкин, Андрей Ефимович, старший политрук, ответственный секретарь партийного бюро 151 стрелкового полка. Умер от ран 6 марта 1940 года.